# Головний редактор
Головни́й реда́ктор (реда́ктор) — редактор, який очолює видавництво або видання (газету, журнал тощо), визначає редакційну політику друкованого органу чи видавництва і керує всією редакційною роботою.

## Основні повноваження
Головний редактор (редактор) як керівник видання відповідає за зміст і якість надрукованих у ньому матеріалів, професійно займається організацією видавничої діяльності. Найчастіше головний редактор затверджує матеріали, відредаговані редактором, вносить остаточні зміни та затверджує матеріал до видання.
Головний редактор (редактор) друкованого засобу масової інформації як керівник редакції, уповноважений на те засновником (співзасновниками), призначається (обирається) на посаду і звільняється з посади в порядку, встановленому засновником (співзасновниками) у статуті редакції відповідно до чинного законодавства України про працю. Головний редактор (редактор), обраний на посаду трудовим колективом редакції, не може бути звільнений з посади без згоди трудового колективу редакції.
Головний редактор (редактор) керує діяльністю редакції в межах повноважень, визначених її статутом, представляє редакцію у відносинах із засновником (співзасновниками), видавцем, авторами, державними органами, об'єднаннями громадян і окремими громадянами, а також у суді й третейському суді та несе відповідальність за виконання вимог, що ставляться до діяльності друкованого засобу масової інформації, його редакції відповідно до чинного законодавства України.

## Конфлікти інтересів
Головний редактор звичайно є незалежною персоною. Практика редакцій різних видань, зокрема й наукових журналів, засвідчує, що робота у двох редакціях породжує конфлікт інтересів. Особливо конфліктних форм це набуває, коли одна й та сама людина стає головним редактором двох різних видань однакової або близької тематики і розрахованих на близькі аудиторії. МОН і Державна атестаційна комісія України (ДАК) у нових вимогах зазначають, що одна й та сама людина не може бути в більше ніж трьох редколегіях (проте статуси обмежень не уточнені, хоча типово це стосується членів редколегій, а не головних редакторів).